# 그리 (연예인)
그리(본명: 김동현, GREE, 1998년 11월 10일 ~ )는 대한민국의 래퍼다.

## 학력
- 유현초등학교 졸업
- 풍무중학교 졸업
- 풍무고등학교 졸업

## 상세

### 활동 이력
코미디언 겸 MC인 김구라 아들로 태어났다.
초등학교 시절인 2008년부터 방송 활동을 시작해 예능 프로그램 《스타 골든벨》, 《스타주니어쇼 붕어빵》, 《막이래쇼 시즌1~5》, 《유자식 상팔자》과 TV 드라마 《돌아온 뚝배기》, 《메이퀸》, 《황금 무지개》 등에 출연하며 방송인으로 활약하기 시작했다.
2015년 브랜뉴뮤직과 계약을 했고 MC 그리라는 예명으로 데뷔했다.
2016년 5월, 자신의 래퍼로서의 데뷔앨범인 '열아홉'을 발매했다.
2022년 《그리구라》, 《김구라의 뻐꾸기 골프TV》 등 유튜브에서 김구라와 유튜버로 활동을 했다.
2024년 7월 29일에 해병대에 입대하였고, 2026년 1월 28일에 전역한다.

## 출연작

### TV 프로그램
- 2006년 KBS2 《그랑프리쇼 여러분 - 불량아빠클럽》
- 2007년 KBS2 《스타골든벨》- 눈높이를 맞춰요 진행자
- 2008년 SBS 《절친노트》- 공동 사회자
- 2009년 SBS 《스타주니어쇼 붕어빵》
- 2010년 SBS 《신동엽의 300》
- 2011년 온게임넷 《온게임넷 스페셜》 - 《BnB 슈퍼파이터》
- 2011년 투니버스 《막이래쇼 시즌1~5》
- 2012년 재능TV 《삼색 문화유산 백서 따따따》
- 2012년 온게임넷 《켠김에 왕까지》
- 2012년 MBC 《최강연승 퀴즈쇼 Q》
- 2012년 JTBC 《대한민국 교육위원회 시즌 1》
- 2013년 JTBC 《유자식 상팔자》
- 2013년 투니버스 《난감스쿨》
- 2013년 JTBC 《히든 싱어 시즌 2》
- 2014년 XTM 《더 벙커 시즌 2》
- 2014년 투니버스 《김구라 김동현의 김부자쇼》
- 2014년 MBC 《황금어장 라디오스타》
- 2014년 tvN 《이것이 진짜 공부다!》
- 2014년 온게임넷 《한판만 시즌 3》
- 2015년 MBC 《마이 리틀 텔레비전》
- 2015년 SBS 《동상이몽, 괜찮아 괜찮아》
- 2016년 MBC 《무한도전》
- 2016년 MBC 《위대한 유산》
- 2016년 MBC 《톡하는대로》
- 2016년 채널A 《아빠본색》
- 2017년 엠넷 《고등래퍼》-참가자
- 2017년 SBS 《영재 발굴단》
- 2018년 MBC 《미스터리 음악쇼 복면가왕》 - 참가자
- 2018년 TV조선 《동네앨범》 - 게스트
- 2020년 KBS2 《땅만빌리지》
- 2021년 JTBC 《내가 키운다》- 게스트
- 2022년 KBS2 《갓파더》 - 고정 MC
- 2022년 KBS2 《이별도 리콜이 되나요?》 MC
- 2022년 KBS2 《홍김동전》- 게스트
- 2022년 티빙 《결혼과 이혼사이》- 고정 출연
- 2022년 MBC 《황금어장 라디오스타》- 게스트
- 2022년 JTBC 《히든싱어》 - 고정 패널
- 2022년 티빙 《마녀사냥 2022》 - 게스트 (8회)
- 2023년 KBS2 《홍김동전》 - 게스트
- 2023년 tvN 《놀라운 토요일》- 게스트
- 2024년 TV조선 유튜브 《다까바》 - 게스트 (19회)

### 드라마, 시트콤
- 2008년 KBS2 《돌아온 뚝배기》- 장수곤 역
- 2010년 tvN 《위기일발 풍년빌라》
- 2010년 Sky 3D 《김치왕》
- 2012년 MBC 《메이퀸》 - 어린 천상태 역
- 2013년 tvN 《롤러코스터 시즌 3》 - "나는 M이다" 비정규가족 조카 역
- 2013년 MBC 《드라마 페스티벌 - 소년, 소녀를 다시 만나다》 - 범준 역
- 2013년 MBC 《황금 무지개》 - 어린 천수표 역 (류담 아역)
- 2017년 네이버TV 《이웃의 수정씨》 2화 : 어떻게(How We) - 수정 동생 역
- 2017년 KBS2 《최고의 한방》 - 스타펀치 소속 프로듀서 역

### 영화
- 《리틀 비버》(2009년) 리틀 비버 한국어 더빙 역

## 뮤지컬
- 2023년 《드림하이》 - 제이슨 역 (광림아트센터 BBCH홀)

## 앨범
- 2015년 브랜뉴뮤직 - Brand New Shit
- 2016년 MC그리 - 열아홉
- 2016년 MC그리 - GREEality Part 1
- 2016년 MC그리 - How We
- 2017년 MC그리, 제시 - I'M GOOD
- 2018년 MC그리 - DON'T YOU LOVE ME
- 2019년 그리 - VAGUE
- 2020년 그리 - Stop it
- 2020년 그리 - Him
- 2020년 그리 - Humming
- 2020년 그리 - Look
- 2021년 그리 - 봄이 가져가서
- 2021년 그리 - HI, TEEN

## 경력
- 2010년 - 농림수산식품부 학교 우유급식 홍보대사

## 광고
- 2007년 LG유플러스
- 2009년 서울우유 요하임
- 2010년 Mi Will 동현이의 퍼니박스
- 2017년 농심 볶음 너구리